# Gorban (gmina)
Gorban – gmina w Rumunii, w okręgu Jassy. Obejmuje miejscowości Gorban, Gura Bohotin, Podu Hagiului, Scoposeni i Zberoaia. W 2011 roku liczyła 2879 mieszkańców.